# Semnan
Semnan (Perzisch: سمنان) is een stad in het noorden van de Iraanse provincie Semnān. De stad heeft ongeveer 150.000 inwoners (2011). Het is de hoofdstad van de provincie Semnān.
Semnān ligt op 1.138 meter boven zeeniveau aan de voet van de Elboers, een gebergte dat zich ten noorden van de stad bevindt.